# Левин, Ллойд
Ллойд Левин (англ. Lloyd Levin; р. 1958, Парамес, Нью-Джерси, США) — американский кинопродюсер.

## Фильмография
- 1989 — Поле его мечты / Field of Dreams
- 1989 — К-9 / K-9
- 1991 — Ракетчик / The Rocketeer
- 1992 — Второе дыхание / Used People
- 1997 — Ночи в стиле буги / Boogie Nights
- 1997 — Сквозь горизонт / Event Horizon
- 2001 — Лара Крофт: Расхитительница гробниц / Lara Croft: Tomb Raider
- 2001 — Планета Ка-Пэкс / K-PAX
- 2003 — Лара Крофт: Расхитительница гробниц. Колыбель жизни / Lara Croft Tomb Raider: The Cradle of Life
- 2004 — Хеллбой: Герой из пекла / Hellboy
- 2006 — Потерянный рейс / United 93
- 2008 — Хеллбой 2: Золотая армия / Hellboy II: The Golden Army
- 2009 — Хранители / Watchmen